# Декаплінг нейтрино
Декаплінг нейтрино (або звільнення нейтрино) — епоха у космології Великого вибуху, коли нейтрино перестали взаємодіяти з іншими типами матерії і, таким чином, перестали впливати на динаміку Всесвіту в ранні часи. До декаплінгу нейтрино перебували в тепловій рівновазі з протонами, нейтронами та електронами, яка підтримувалася через слабку взаємодію. Декаплінг відбувся приблизно в той час, коли шкала часу для слабких взаємодій стала більшою за вік Всесвіту. Це сталося приблизно за одну секунду після Великого вибуху, коли температура Всесвіту становила близько 10 мільярдів кельвінів, або 1 МеВ.
Оскільки нейтрино слабко взаємодіють з речовиною, ці нейтрино збереглися дотепер, аналогічно набагато пізнішому реліктовому випромінюванню, вивільненому під час рекомбінації, приблизно за 377 000 років після Великого вибуху. Вони утворюють нейтрине реліктове випромінювання (англ. cosmic neutrino background, скорочено CνB або CNB). Ці нейтрино мають дуже низьку енергію, приблизно в 1010 разів меншу, ніж можливо детектувати сучасними приладами. Навіть нейтрино високої енергії детектувати досить важко, тому малоймовірно, аби в найближчі роки вдалось безпосередньо зареєструвати CNB. Однак космологія Великого вибуху робить багато передбачень щодо CNB, і є дуже вагомі непрямі докази того, що CNB існує — зокрема кількість гелію в моделі нуклеосинтезу великого вибуху та спостережувана анізотропія мікрохвильового реліктового випромінювання.

## Виведення часу декаплінгу
Нейтрино розсіюються через їхні взаємодії з електронами та позитронами, такі як реакція
{\displaystyle e^{-}+e^{+}\longleftrightarrow \nu _{e}+{\bar {\nu }}_{e}}.
Приблизна швидкість цих взаємодій залежить від щільності електронів і позитронів, ефективного перерізу взаємодій і швидкості частинок. Щільність {\displaystyle n} релятивістських електронів і позитронів залежить від куба температури {\displaystyle T}, так що {\displaystyle n\propto T^{3}}. Добуток поперечного перерізу та швидкість для слабких взаємодій для енергій, нижчих за масу W/Z бозона (~100 ГеВ), приблизно дорівнює {\displaystyle \langle \sigma v\rangle \sim G_{F}^{2}T^{2}}, де {\displaystyle G_{F}} — стала Фермі (у розрахунках фізики елементарних частинок традиційно приймають, що швидкість світла дорівнює 1). Збираючи все разом, швидкість слабких взаємодій {\displaystyle \Gamma } дорівнює
{\displaystyle \Gamma =n\langle \sigma v\rangle \sim G_{F}^{2}T^{5}}.
Фізичний зміст цієї швидкості слабких взаємодій — частота взаємодій для одного нейтрино.
Це можна порівняти зі швидкістю розширення Всесвіту, яка визначається параметром Габбла {\displaystyle H},
{\displaystyle H={\sqrt {{\frac {8\pi }{3}}G\rho }}} ,
де {\displaystyle G} гравітаційна стала, а {\displaystyle \rho } — густина енергії Всесвіту. На цьому етапі космічної історії в щільності енергії домінує випромінювання, так що {\displaystyle \rho \propto T^{4}}.
Коли обидві швидкості є приблизно рівними, це означає, що час між взаємодіями одного нейтрино стає порядку поточного віку Всесвіту. Відкидаючи множники порядку одиниці (включно із коефіцієнтом виродження, який підраховує кількість станів взаємодіючих частинок), отримуємо наступне приблизне рівняння для температури декаплінгу нейтрино:
{\displaystyle G_{F}^{2}T^{5}\sim {\sqrt {GT^{4}}}}.
Виражаючи звідси температуру, отримуємо
{\displaystyle T\sim \left({\frac {\sqrt {G}}{G_{F}^{2}}}\right)^{1/3}\sim 1~{\textrm {MeV}}}.
Це дуже спрощене доведення ілюструє основні фізичні явища, які визначають момент декаплінгу нейтрино.

## Спостережні прояви
Хоча декаплінг нейтрино не можна спостерігати безпосередньо, очікується, що він залишив по собі нейтринне реліктове випромінювання, аналогічне мікрохвильовому реліктовому випромінюванню, утвореному в набагато пізнішу епоху. Виявлення нейтринного реліктового випромінювання виходить далеко за межі можливостей нинішнього покоління нейтринних детекторів. Проте є дані, які побічно вказують на наявність нейтринного реліктового випромінювання.

### Кількість гелію в первинному нуклеосинтезі
Одне з непрямих вимірювань декаплінгу нейтрино можливе завдяки ролі, яку відіграє цей декаплінг у встановленні відношення кількості нейтронів і протонів. Перед декаплінгом рівноважне відношення кількості нейтронів і протонів підтримується слабкими взаємодіями, зокрема бета-розпадом й електронним захопленням (або зворотним бета-розпадом):
{\displaystyle n\leftrightarrow p+e^{-}+{\bar {\nu }}_{e}}
і
{\displaystyle p+e^{-}\leftrightarrow \nu _{e}+n}.
Коли швидкість слабких взаємодій стає нижчою за характерну швидкість розширення Всесвіту, ця рівновага більше не може підтримуватися, і відношення кількості нейтронів і протонів «застигає» на значенні
{\displaystyle \left[{\frac {n}{n+p}}\right]=0.21}.
Це значення знайдено шляхом оцінки больцманівського множника для нейтронів і протонів під час декаплінгу за формулою
{\displaystyle {\frac {n_{n}(T)}{n_{p}(T)}}=\exp \left({\frac {-\Delta m}{T}}\right)} ,
де {\displaystyle \Delta m} це різниця мас нейтронів і протонів, а {\displaystyle T} — температура при декаплінгу. Це відношення має вирішальне значення для синтезу ядер під час первинного нуклеосинтезу, процесу, який утворив більшість ядер гелію у Всесвіті, оскільки саме воно визначає кількість виробленого гелію. Оскільки атоми гелію стабільні, а нейтрони зв'язані в цих ядрах, то бета-розпад нейтронів на протони, електрони та нейтрино вже не може відбуватися. Таким чином, спостережувана кількість гелію у Всесвіті опосередковано вимірює температуру, при якій відбулося декаплінг нейтрино, і результат цих вимірювань узгоджується з теоретичними очікуваннями.

### Непрямі прояви в мікрохвильовому реліктовому випромінюванні
Ще одним із доказів декаплінгу нейтрино є його вплив на спектр потужності мікрохвильового реліктового випромінювання. Флуктуації реліктового випромінювання розподілені приблизно рівномірно через ефект баріонних акустичних коливань. Теорія передбачає, що декаплінг нейтрино мав би дуже слабко вплинути на фазу різних флуктуацій реліктового випромінювання.
У 2015 році повідомлялося, що такі зсуви були виявлені в реліктовому випромінюванні. Флуктуації відповідали нейтрино з практично тією ж температурою, що передбачена теорією Великого вибуху (спостереження — 1.96 ± 0.02 K, теорія — 1,95 K) і рівно трьом типам нейтрино (Стандартна модель теж передбачає три аромати нейтрино).